# Mister International
Ne doit pas être confondu avec Mister Univers, Mister Monde ou Manhunt International.
Mister International est un concours international beauté masculine. Fondé en 2006 par Alan Sim, il a lieu chaque année dans une ville différente. Avec son concours rival, Mister World, ce concours est l'un des deux plus grands concours de beauté masculins au monde quant au nombre de compétitions au niveau national. Ce concours appartient et est organisé par Mister International Organization (MIO) dont le siège est en Thaïlande depuis 2022, précédemment le siège était à Singapour de 2006 à 2021.
L'actuel Mister International 2024 est Nwajagu Samuel du Nigéria, qui a été couronné le 14 décembre 2024 au Island Hall, Fashion Island, Bangkok, Thaïlande. Il est devenu le premier Nigérian, et le premier Africain, à remporter le titre de Mister International.

## Historique

### 2006-2021
Mister International Organization était une organisation basée à Singapour, détenue et organisée par l'ancien président et défunt fondateur, Alan Sim. Depuis la première édition, 80 pays ont envoyé leur représentant à ce concours, avec une moyenne annuelle de 38 concurrents. Mister International Organization accorde des licences aux organisations locales qui souhaitent sélectionner le candidat Mister International pour leur pays et approuve la méthode de sélection des candidats nationaux. Traditionnellement, Mister International vivait à Singapour pendant son règne et était autorisé à vivre dans un autres pays (souvent son pays).

### Depuis 2022
Depuis le décès de Alan Sim en 2022, l'organisation a déménagé son siège en Thaïlande, Pradit Pradinunt devenant le nouveau président en octobre 2022. Pour la première fois en 16 ans, l'organisation Mister International permettra aux pères, aux hommes mariés et divorcés de concourir. Un groupe distinct basé aux Philippines et dirigé par Manuel Deldio a émergé. Le groupe de concours basé aux Philippines organise un concours du même nom depuis 2023.

## Lauréats
| Années | Mister International | Pays Vainqueurs        | Lieu                      | Candidats |
| ------ | -------------------- | ---------------------- | ------------------------- | --------- |
| 2006   | Wissam Hanna         | Liban                  | Singapour                 | 19        |
| 2007   | Alan Martini         | Brésil                 | Malaisie - Kuching        | 17        |
| 2008   | Ngô Tiến Đoàn        | Viêt Nam               | Taïwan - Tainan           | 30        |
| 2009   | Bruno Kettels        | Bolivie                | Taïwan - Taichung         | 29        |
| 2010   | Ryan Terry           | Royaume-Uni            | Indonésie - Jakarta       | 40        |
| 2011   | César Curti          | Brésil                 | Thaïlande - Bangkok       | 33        |
| 2012   | Ali Hammoud          | Liban                  | Thaïlande - Bangkok       | 38        |
| 2012   | Ron Teh (remplaçant) | Singapour              | Thaïlande - Bangkok       | 38        |
| 2013   | José Anmer Paredes   | Venezuela              | Indonésie - Jakarta       | 38        |
| 2014   | Neil Perez           | Philippines            | Corée du Sud - Ansan      | 29        |
| 2015   | Pedro Mendes         | Suisse                 | Philippines - Manila      | 35        |
| 2016   | Paul Iskandar        | Liban                  | Thaïlande - Bangkok       | 35        |
| 2017   | Seunghwan Lee        | Corée du Sud           | Birmanie - Rangoun        | 36        |
| 2018   | Trịnh Văn Bảo        | Viêt Nam               | Philippines - Manila      | 39        |
| 2022   | Manu Franco          | République dominicaine | Philippines - Quezon City | 35        |
| 2023   | Thitisan Goodburn    | Thaïlande              | Thaïlande - Bangkok       | 36        |
| 2024   | Nwajagu Samuel       | Nigeria                | Thaïlande - Bangkok       | 47        |

Le concours n'a pas eu lieu en 2019, 2020 et 2021 en raison de la pandémie de Covid-19[réf. nécessaire].

## Nombre de victoires par pays
| Nombre d'élections | Pays                   | Année(s)         |
| ------------------ | ---------------------- | ---------------- |
| 3                  | Liban                  | 2006, 2012, 2016 |
| 2                  | Viêt Nam               | 2008, 2018       |
| 2                  | Brésil                 | 2007, 2011       |
| 1                  | Nigeria                | 2024             |
| 1                  | Thaïlande              | 2023             |
| 1                  | République dominicaine | 2022             |
| 1                  | Corée du Sud           | 2017             |
| 1                  | Suisse                 | 2015             |
| 1                  | Philippines            | 2014             |
| 1                  | Venezuela              | 2013             |
| 1                  | Singapour              | 2012             |
| 1                  | Royaume-Uni            | 2010             |
| 1                  | Bolivie                | 2009             |

En 2012, le Libanais démissionne en cours de son règne pour reprendre ses études de sciences et remet son titre à son 1er dauphin venant de Singapour.